# Глінік-над-Гроном
Глінік-над-Гроном (словац. Hliník nad Hronom) — село, громада округу Ж'яр-над-Гроном, Банськобистрицький край, центральна Словаччина, регіон Теков. Кадастрова площа громади — 11,32 км². Протікає річка Тепла.
Населення 2860 осіб (станом на 31 грудня 2017 року).

## Історія
Глінік-над-Гроном згадується в 1075 році.

## Населення
| Рік:            | 1994. | 2004.   | 2014.   | 2024.   |
| --------------- | ----- | ------- | ------- | ------- |
| Кількість осіб: | 3053  | 2946    | 2915    | 2640    |
| Різниця:        |       | -3,50 % | -1,05 % | -9,43 % |

| Рік:            | 2023. | 2024.   |
| --------------- | ----- | ------- |
| Кількість осіб: | 2652  | 2640    |
| Різниця:        |       | -0,45 % |